# Евертон (Вінья-дель-Мар)
«Е́вертон» (ісп. Everton de Viña del Mar) — чилійський футбольний клуб з м. Вінья-дель-Мар. Заснований 24 червня 1909 року. Чотириразовий чемпіон Чилі з футболу. Серед команд не із столиці Чилі, Сантьяго, «Евертон» поступається за цим показником лише «Кобрелоа» із Калами. В рейтингу КОНМЕБОЛ в 2021 році клуб посів 147 місце серед 273 команд.

## Історія
Команда була заснована 24 червня 1909 року моряками з Ліверпуля. За однією з версій, назву клуб отримав на честь англійського однойменного клубу з рідного міста моряків.
В 2008 році «Евертон» переміг у чемпіонаті Чилі (Апертурі), перервавши гегемонію «Коло-Коло». Перемога дала право команді виступити в Кубку Лібертадорес 2009.
В сезоні 2013/14 через невдалий виступ «Евертон» був змушений покинути елітний дивізіон чемпіонату Чилі, проте в сезоні 2015/2016 виборов собі путівку назад в Прімеру.
Головним суперником «Евертона» вважається клуб «Сантьяго Вондерерз» із міста Вальпараїсо. Це дуже старе і досить бідне місто, на відміну від Віньї-дель-Мар. Матчі між цими клубами називають «Портовим класіко» (ісп. Clásico del Puerto).

## Досягнення
- Чемпіон Чилі (4): 1950, 1952, 1976, 2008 Апертура
- Володар кубка Чилі: 1984

## Відомі гравці
- Мауро Гевгеозян
- Нельсон Акоста
- Альваро Арменьо
- Серхіо Аумада
- Іво Басай
- Леопольдо Вальєхос
- Леонардо Веліс
- Маріо Галіндо
- Крістіан Кастаньєда
- Марко Корнес
- Мануель Нейра
- Хайме Ріверос
- Дієго Фігередо
- Ніколас Пеньяілільо
- Марко Пласа